# Pauliena Rooijakkers
Pauliena Rooijakkers (Venray, 12 mei 1993) is een Nederlands wielrenster, veldrijdster en strandracer die sinds 2024 rijdt voor Fenix-Deceuninck. 

## Biografie
Haar jeugd bracht Rooijakkers met haar gezin door in Canada, waar ze vooral aan ijshockey en hardlopen deed. Pas in 2010 koos ze definitief voor het wielrennen. In 2011 won ze bij de junioren de Chrono des Nations en zilver tijdens het Nederlands kampioenschap tijdrijden.
In 2012 werd Rooijakkers derde in de tijdrit van de Czech Tour de Feminin en won ze het jongerenklassement in Gracia Orlová, eveneens in Tsjechië. Met haar ploeg Dolmans Boels werd ze negende tijdens het WK ploegentijdrit in haar geboorteprovincie Limburg.
In 2014 maakte Rooijakkers de overstap naar Parkhotel Valkenburg. Voor deze ploeg won ze op 10 september 2017 op de Mont Lozère de slotrit van de Tour de l'Ardèche. Na vier jaar bij Parkhotel Valkenburg stapte ze in 2018 over naar Waowdeals Pro Cycling, dat in 2019 verder ging onder de naam CCC-Liv en in 2021 Liv Racing heette. In mei 2019 werd ze tweede in de tweede etappe van de Ronde van Thüringen; ze reed in de finale weg samen met Marta Bastianelli, maar werd op de streep geklopt door de Europees kampioene. Wel wist ze in deze ronde het bergklassement te winnen. Op 3 augustus 2019 werd Rooijakkers derde in de eerste vrouweneditie van de Clásica San Sebastián. Een jaar later, op 18 augustus 2020 werd ze derde in de Giro dell'Emilia met aankomst op de San Luca in Bologna.
In mei 2021 reed Rooijakkers enkele keren in de top tien in Spaanse (klim-)wedstrijden; zo werd ze achtste in de Emakumeen Nafarroako Klasikoa, vijfde in Durango-Durango Emakumeen Saria en vierde in de slotrit van de Ronde van Burgos, waardoor ze negende werd in het eindklassement. Twee maanden later werd ze zevende in de Clásica San Sebastián. In september won ze het bergklassement in de Tour de l'Ardèche 2021 en eindigde ze in vier etappes in de top tien. Op 10 oktober 2021 won ze de Bart Brentjens Challenge en werd daarmee tevens Nederlands kampioen mountainbiken. Op 12 december 2021 werd ze voor de derde keer Europees kampioene strandracen.
Vanaf 2022 rijdt Rooijakkers voor Canyon-SRAM. In het voorjaar van 2022 reed ze goede uitslagen in met name klimwedstrijden. Zo werd ze 11e in zowel de Waalse Pijl als Luik-Bastenaken-Luik, werd ze zesde in de Brabantse Pijl, vijfde in de Volta Limburg Classic en vierde in de eerste etappe van het Festival Elsy Jacobs. In de Ronde van het Baskenland stond ze tweemaal op het podium: ze werd tweede in zowel de eerste etappe als in het eindklassement, beide keren achter Demi Vollering. Twee dagen later won ze solo de Baskische klassieker Durango-Durango Emakumeen Saria.
Vanaf 2014 werd ze reeds vijfmaal Nederlands kampioen strandrace, wat haar de bijnaam Strandkoningin van Nederland opleverde. In december 2016 werd ze tevens de eerste Europees kampioen strandrace. Haar vriend Ronan van Zandbeek is eveneens meervoudig kampioen strandrace.

## Palmares

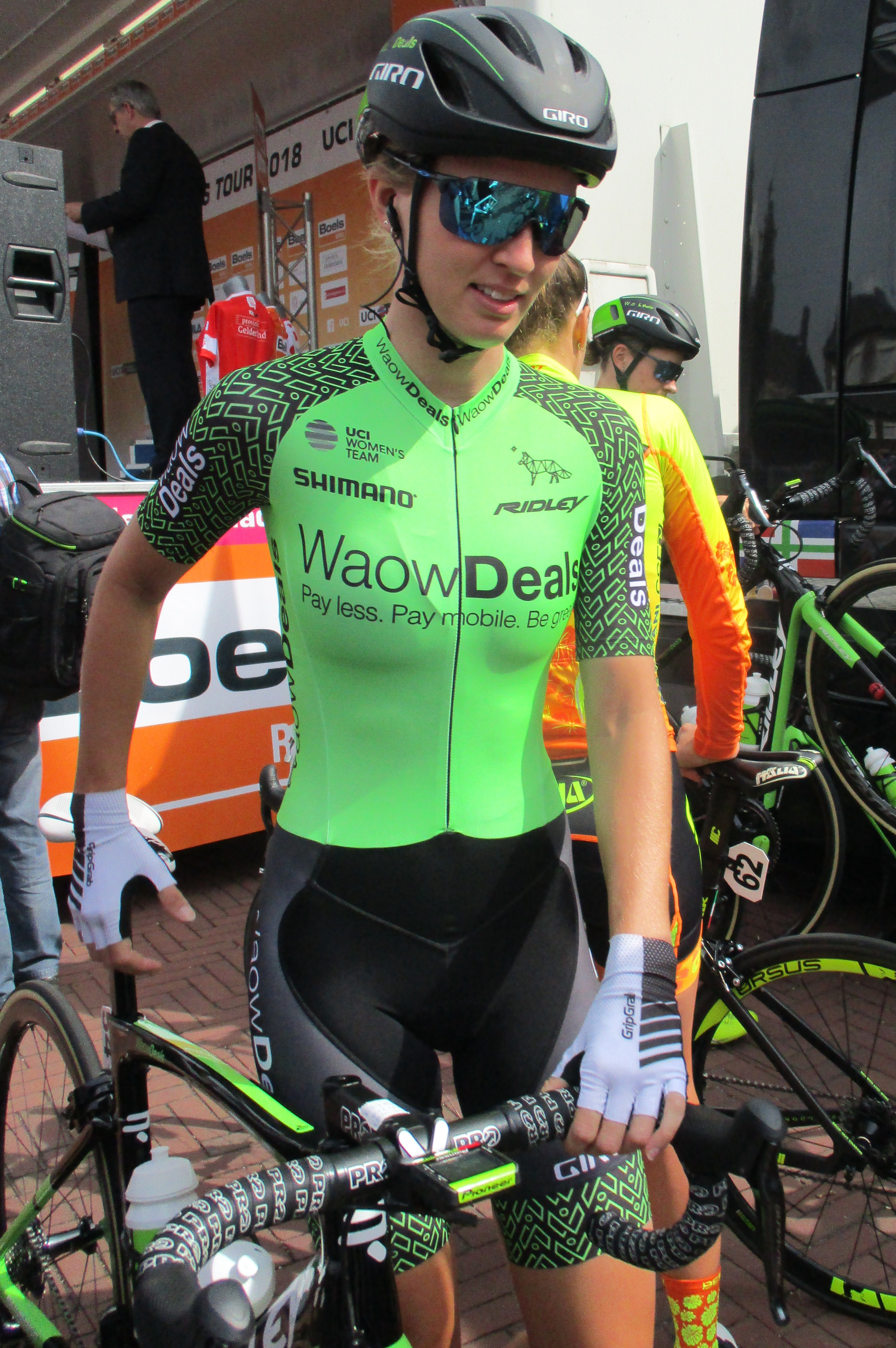
Rooijakkers in de Boels Ladies Tour 2018.

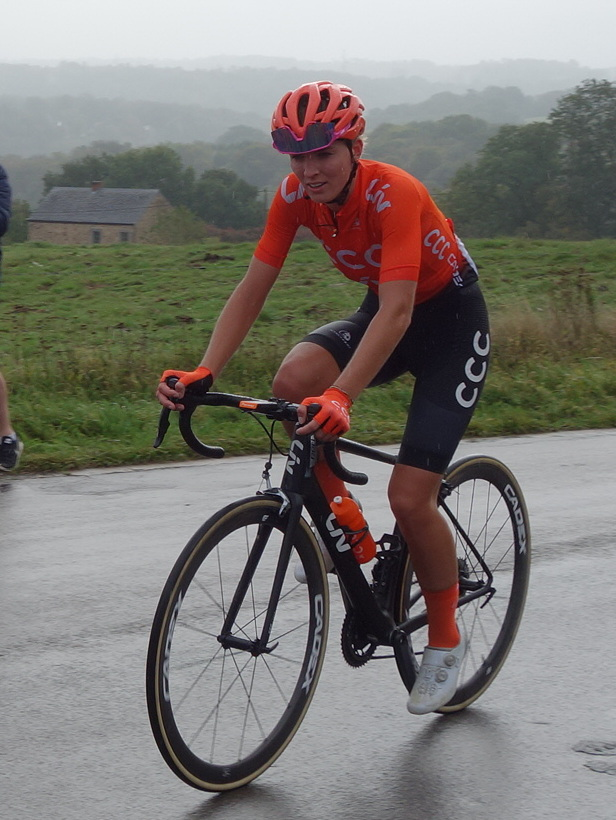
Rooijakkers tijdens de Waalse Pijl 2020.

### Wegwielrennen

#### Overwinningen
2012
Jongerenklassement Gracia Orlová
2017
7e etappe Tour de l'Ardèche
2019
Bergklassement Ronde van Thüringen
2021
Bergklassement Tour de l'Ardèche
2022
Durango-Durango Emakumeen Saria
Bergklassement ronde van Zwitserland

#### Uitslagen in voornaamste wedstrijden
| Jaar | Ronde van Italië | Ronde van Frankrijk | Ronde van Spanje |
| ---- | ---------------- | ------------------- | ---------------- |
| 2012 |                  |                     |                  |
| 2013 |                  |                     |                  |
| 2014 |                  |                     |                  |
| 2015 |                  |                     |                  |
| 2016 |                  |                     |                  |
| 2017 |                  |                     |                  |
| 2018 | 104e             |                     |                  |
| 2019 | 60e              |                     |                  |
| 2020 | 51e              |                     |                  |
| 2021 | opgave           |                     | 10e              |
| 2022 |                  | 22e                 | 25e              |
| 2023 | 12e              |                     | 51e              |
| 2024 | 4e               | ↑                   | 9e               |
| 2025 | 4e               | 9e                  | 29e              |

| Jaar | Gent-Wevelgem | Ronde van Vlaanderen | Amstel Gold Race | Luik-Bast.‑Luik | Waalse Pijl | Brabantse Pijl | Clásica San Sebastián |  | WK op de weg |
| ---- | ------------- | -------------------- | ---------------- | --------------- | ----------- | -------------- | --------------------- |  | ------------ |
| 2012 |               | opgave               |                  |                 | 52e         |                |                       |  |              |
| 2013 |               |                      |                  |                 |             |                |                       |  |              |
| 2014 | 102e          |                      |                  |                 | 41e         |                |                       |  |              |
| 2015 |               | 55e                  |                  |                 | opgave      |                |                       |  |              |
| 2016 |               |                      |                  |                 | 46e         |                |                       |  |              |
| 2017 |               |                      | 46e              |                 |             |                |                       |  |              |
| 2018 |               | opgave               | 59e              | 30e             | 59e         | 49e            |                       |  |              |
| 2019 |               |                      | opgave           | opgave          | opgave      | opgave         | ↑                     |  |              |
| 2020 | 34e           |                      |                  | opgave          | 29e         |                |                       |  |              |
| 2021 |               |                      | 22e              | 75e             |             | 10e            | 7e                    |  |              |
| 2022 |               |                      | 48e              | 11e             | 11e         | 6e             |                       |  |              |
| 2023 |               |                      |                  | 29e             | 58e         | opgave         |                       |  |              |
| 2024 |               |                      | 17e              | 35e             | 6e          | 19e            |                       |  | opgave       |
| 2025 |               |                      | 30e              |                 |             | 18e            |                       |  |              |

### Gravel
2023
 NK Gravel

### Mountainbiken

#### Marathon
2016
 Nederlands kampioenschap, Mountainbike marathon
2021 - 1 zege
 Nederlands kampioen, Mountainbike marathon

#### Strandrace
| 2013-2014                                 |                                                                          | NVT             | Goud     |                                                                      | 1  |
| 2014-2015                                 | Den Helder                                                               | NVT             | 1 [ 12 ] | Castricum, De Panne, Egmond, Oostende, Rockanje                      | 7  |
| 2015-2016                                 | Scheveningen, Noordwijk, Hargen aan Zee, Langevelderslag, Eindklassement | NVT             | Goud     | Egmond, Berck sur Mer, Ouddorp, Rockanje, Knokke                     | 10 |
| 2016-2017                                 | Hoek van Holland, Den Helder, Texel, Scheveningen, Noordwijk, Renesse    | 1 [ 13 ] [ 14 ] | 1 [ 15 ] | De Panne, Katwijk, s-Gravenzande, Egmond, Rockanje, Knokke, Koksijde | 15 |
| 2017-2018                                 | Renesse                                                                  | DNS             | 1 [ 16 ] | Eersel, Wijk aan Zee                                                 | 4  |
| 2018-2019                                 | Ouddorp, Noordwijk                                                       | Goud            | DNS      | Eersel, Koksijde                                                     | 4  |
| 2019-2020                                 | Wijk aan zee                                                             | DNS             | DNS      |                                                                      | 1  |
| geen wedstrijden in het seizoen 2020-2021 |                                                                          |                 |          |                                                                      |    |
| 2021-2022                                 |                                                                          | Goud            | DNS      |                                                                      | 1  |
| Totaal                                    | 15                                                                       | 3               | 5        | 20                                                                   | 43 |

### Veldrijden

#### Resultatentabel elite
| Seizoen   |    | WK | EK  | NK  |    | Klassementen | Klassementen | Klassementen | Klassementen |       | UCI- ranking |    | Podia | Podia | Podia | Aantal crossen |
| Seizoen   | WB | WK | EK  | NK  | SP | Trofee       | EKZ          | Goud         | Zilver       | Brons | UCI- ranking |    |       |       |       | Aantal crossen |
| --------- | -- | -- | --- | --- | -- | ------------ | ------------ | ------------ | ------------ | ----- | ------------ | -- | ----- | ----- | ----- | -------------- |
| 2016-2017 |    | –  | –   | 15e |    | –            | –            | –            | –            |       | –            |    | –     | –     | –     | 1              |
| 2017-2018 | –  | –  | –   | –   | –  | –            | –            | –            | –            | –     | –            | –  |       |       |       |                |
| 2018-2019 | –  | –  | DNF | –   | –  | 82e          | –            | –            | –            | –     | –            | 3  |       |       |       |                |
| 2019-2020 | –  | –  | 10e | –   | –  | 34e          | 21e          | 108e         | 1            | –     | 1            | 16 |       |       |       |                |
| 2020-2021 |    |    |     |     |    |              |              | 96e          | –            | –     | –            | 1  |       |       |       |                |
| Totaal    |    | –  | –   | –   |    | –            | –            | –            | –            |       | –            |    | 1     | –     | 1     | 21             |

#### Overwinningen elite
| Nr. | Seizoen   | Datum           | Veldrit                              | Cat. | Wedstrijdserie |
| --- | --------- | --------------- | ------------------------------------ | ---- | -------------- |
| 1.  | 2019-2020 | 19 januari 2020 | Grand Prix Möbel Alvisse, Leudelange | C2   | Overige (#1)   |

## Ploegen
- 2012 –  Dolmans Boels
- 2013 –  Boels Dolmans
- 2014 –  Parkhotel Valkenburg
- 2015 –  Parkhotel Valkenburg
- 2016 –  Parkhotel Valkenburg
- 2017 –  Parkhotel Valkenburg-Destil
- 2018 –  Waowdeals Pro Cycling
- 2019 –  CCC-Liv
- 2020 –  CCC-Liv
- 2021 –  Liv Racing
- 2022 –  Canyon-SRAM
- 2023 –  Canyon-SRAM
- 2024 –  Fenix-Deceuninck
- 2025 –  Fenix-Deceuninck

Bras · Decroix · Elzing · Ensing · Gercama · Kessler · Koster · Otten · Pijnenborg · Rooijakkers · Sáblíková · Spoor · Tchalykh · Trott · Van den Broek · Van der Kamp
Armitstead · Bras · Daams · De Baat · Kasper · Kessler · Martin · Rooijakkers · Trott · Van Wanroij · Visser
De Baat · De Boer · Eshuis · Van Gogh · Van den Hoek · Hoeksma · Markus · Otten · Peetoom · Post · Van de Ree · Rooijakkers · Slik · Soemanta · Tromp
De Boer · Van den Bos · Ensing · Van Gogh · Van den Hoek · Hoeksma · Markus · Post · Rooijakkers · Slik · Stougje · Tromp · De Vries
De Boer · Van den Bos · Buurman · Ensing · Van Gogh · Hoeksma · Knauer · Koedooder · Post · Rooijakkers · Solovej · Stougje · Tromp
De Boer · Buurman · Buysman · Van Gogh · De Jong · Knauer · Post · Rooijakkers · Soet · Solovej · Steigenga · Stijns · Stougje · Swinkels · Tromp · Van Veen
Gafinovitz · Van der Heijden · Kastelijn · Korevaar · Koster · Markus · Van de Ree · Rooijakkers · Rowe · Stultiens · Vos
Demey · Van der Heijden · Korevaar · Kuijpers · Lach · Markus · Moolman-Pasio · Rooijakkers · Skalniak · Stultiens · Vos
Bertizzolo · Demey · Van der Heijden · Jaskulska · Korevaar · Kuijpers · Lach · Markus · Moolman-Pasio · Nerlo · Paladin · Rooijakkers · Skalniak · Stultiens · Vos
Bertizzolo · Demey · Jackson · Jaskulska · Kopecky · Korevaar · Kuijpers · Paladin · Rooijakkers · Stultiens
Amialiusik · Barnes · Bossuyt · Bradbury · Chabbey · Cromwell · Dygert · Harris · Harvey · Klein · Niewiadoma · Oudeman · Paladin · Rooijakkers · Roy
Bäckstedt (vanaf 1/9) · Bauernfeind · Bossuyt · Bradbury · Chabbey · Cromwell · van der Duin · Dygert · Niedermaier · Niewiadoma · Paladin · Rooijakkers · Roy · Skalniak-Sójka · Towers
Alvarado · Cant · Couzens · De Wilde · Kastelijn · Kuijpers · Marturano · Perkins · Pieterse · Rooijakkers · Schrempf · Schweinberger · Stiasny · Truyen · van Alphen · van der Heijden · van Zuthem · Worst · Wright
Alvarado · Casasola · Couzens · De Wilde · Kastelijn · Kuijpers · Perkins · Pieterse · Rooijakkers · Schrempf · Schweinberger · Truyen · van Alphen · van der Heijden · van Zuthem · Worst